# The Big Black & the Blue
The Big Black & the Blue är det första studioalbumet av den svenska folkpopduon First Aid Kit, utgivet den 25 januari 2010 på Wichita Recordings. På albumet, producerat av systrarnas far Benkt Söderberg, spelar duon samtliga instrument utom trummorna. Albumet debuterade som plats 30 på den svenska albumlistan.

## Låtlista
Låtarna skrivna av Johanna Söderberg och Klara Söderberg.
1. "In the Morning" – 2:36
2. "Hard Believer" – 3:41
3. "Sailor Song" – 2:44
4. "Waltz for Richard" – 2:49
5. "Heavy Storm" – 3:22
6. "Ghost Town" – 4:47
7. "Josefin" – 3:32
8. "A Window Opens" – 4:21
9. "Winter Is All Over You" – 3:40
10. "I Met Up with the King" – 2:49
11. "Wills of the River" – 4:19

## Singlar
- 2009 - "Hard Believer"/"Waltz for Richard"
  - Skivbolag: Wichita; WEBB234CDP
  - Format: CD

1. "Hard Believer" – 3:39
2. "Waltz for Richard" – 2:49

- 2010 - "I Met Up with the King"
  - Datum: 7 mars 2010
  - Format: Digital nedladdning

1. "I Met Up with the King" – 2:49
2. "Hard Believer" (live at the Old Queens Head) – 3:46
3. "A Window Opens" (live at the Old Queens Head) – 4:36
4. "Heavy Storm" (live at the Old Queens Head) – 3:26

- 2010 - "Ghost Town"
  - Datum: 27 september 2010
  - Skivbolag: Wichita; WEBB278S
  - Format: Vinyl (7")

1. "Ghost Town" – 4:47
2. "When I Grow Up" (Fever Ray-cover) – 3:36

## Listplaceringar
| Lista (2010) | Topplacering |
| ------------ | ------------ |
| Sverige      | 30           |

## Medverkande
All information hämtad från Discogs
First Aid Kit
- Johanna Söderberg – sång, gitarr, mixning (1, 3-5)
- Klara Söderberg – sång, gitarr, mixning (1, 3-5)

Övriga musiker
- Charlie Smoliansky – trummor

Produktion
- Benkt Söderberg – producent, mixning (1, 3-5)
- Erik Broheden – mastering
- Johan Gustavsson – mixning ("Hard Believer")
- First Aid Kit – skivomslag